# Dryobotodes servadeii
Dryobotodes servadeii är en fjärilsart som beskrevs av Parenzan 1982. Dryobotodes servadeii ingår i släktet Dryobotodes och familjen nattflyn. Inga underarter finns listade i Catalogue of Life.